# Тупан (Сан-Паулу)
Тупан (порт. Tupã)  —  муниципалитет в Бразилии, входит в штат Сан-Паулу. Составная часть мезорегиона Марилия. Входит в экономико-статистический  микрорегион Тупан. Население составляет 66 293 человека на 2006 год. Занимает площадь 629,108 км². Плотность населения — 105,4 чел./км².
Праздник города —  12 октября.

## История
Город основан 12 октября 1929 года. 

## Статистика
- Валовой внутренний продукт на 2003 составляет 430.692.949,00 реалов (данные: Бразильский институт географии и статистики).
- Валовой внутренний продукт на душу населения на 2003 составляет 6.632,58 реалов (данные: Бразильский институт географии и статистики).
- Индекс развития человеческого потенциала на 2000 составляет 0,800 (данные: Программа развития ООН).

## География
Климат местности: горный тропический. В соответствии с классификацией Кёппена, климат относится к категории Aw.

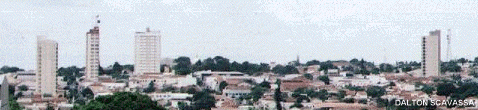